# 吉備津彥命
- 關於若日子建吉備津彦命，請見「稚武彦命」。

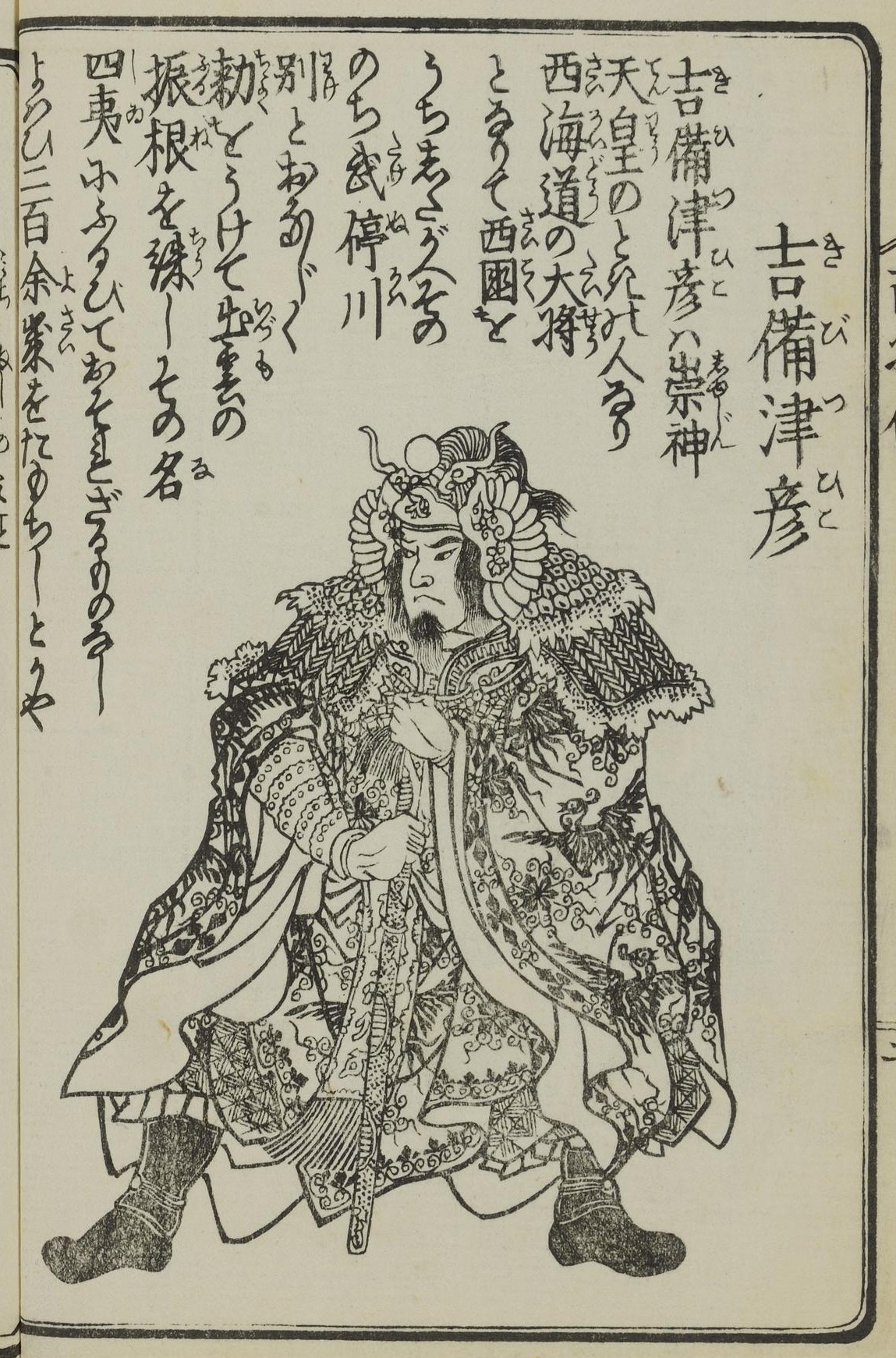
歌川國芳『日本百將傳』中吉備津彦的想像圖

吉備津彦命（きびつひこのみこと）是古代日本的皇子，是孝靈天皇的第三個皇子，生母是倭國香媛（出自《日本書紀》）；一說生母是意富夜麻登玖邇阿禮比賣命（おおやまとくにあれひめのみこと，出自《古事記》）。本來的姓名是彥五十狹芹彥命（ひこいさせりびこのみこと），亦作比古伊佐勢理毘古命。稱號是吉備冠者（きびのかじゃ）；四道将軍中的一位，派遣於山陽道。

## 名稱
《日本書紀》、《古事記》都認為「キビツヒコ」是別名，其本名為「ヒコイサセリヒコ」。其各自的表記如下：
- 『日本書紀』
  - 本名：彥五十狹芹彥命（ひこいさせりひこのみこと）
  - 別名：吉備津彦命（きびつひこのみこと）
- 『古事記』
  - 本名：比古伊佐勢理毘古命（ひこいさせりひこのみこと）
  - 別名：大吉備津日子命（おおきびつひこのみこと）

此外，文獻中也出現將「キビツヒコ」寫作「吉備都彥」的表記。

## 譜系

天皇譜系圖（初代－第10代）

他是第七代孝靈天皇與其妃倭國香媛（やまとのくにかひめ、絙某姉（はえいろね）、意富夜麻登玖邇阿礼比売命（おほやまとくにあれひめのみこと））所生的皇子。
根據《日本書紀》，他的同母兄弟姐妹包括倭迹迹日百襲媛命（夜麻登登母母曽毘売（やまととももそびめ））和倭迹迹稚屋姫命（倭飛羽矢若屋比売（やまととびはやわかやひめ））；《古事記》則除了這兩人之外，還記載了日子刺肩別命。異母兄弟中，同為吉備氏族的稚武彥命（若日子建吉備津日子命）也為人所知。
關於他的子女，《日本書紀》和《古事記》均未記載。

## 事跡
吉備津彥命出生于庵戶宮（現在的奈良縣磯城郡田原本町）；《日本書紀》崇神天皇十年九月九日，書中將吉備津彦被派往西道，北陸派遣的大彥命、東海派遣的武渟川別、丹波派遣的丹波道主命與其合稱為「四道將軍」。
《日本書紀》崇神天皇九月二十七日條記載，派遣時武埴安彥命及其妻子吾田媛發動叛亂，因此五十狹芹彦命（吉備津彦命）與大彥命及彥國葺命合力討伐了武埴安彥命。之後，四道將軍於崇神天皇十年十月二十二日出發，並於崇神天皇十一年四月二十八日報告平定。
此外，崇神天皇60年7月14日條記載，天皇的命令下，吉備津彦與武渟川別誅殺出雲振根。

## 桃太郎
《古事記》與《日本書紀》不同，記載孝靈天皇時，吉備津彦命與其弟稚武彦命一同被派遣，在針間（播磨）的氷河之前（位置未明）設立忌瓮（いわいべ，祭祀用的神聖器盤），以針間為道路入口，成功平定吉備國。《崇神天皇》篇則沒有派遣的記述。此事蹟為桃太郎故事的原型。

## 墓・靈廟

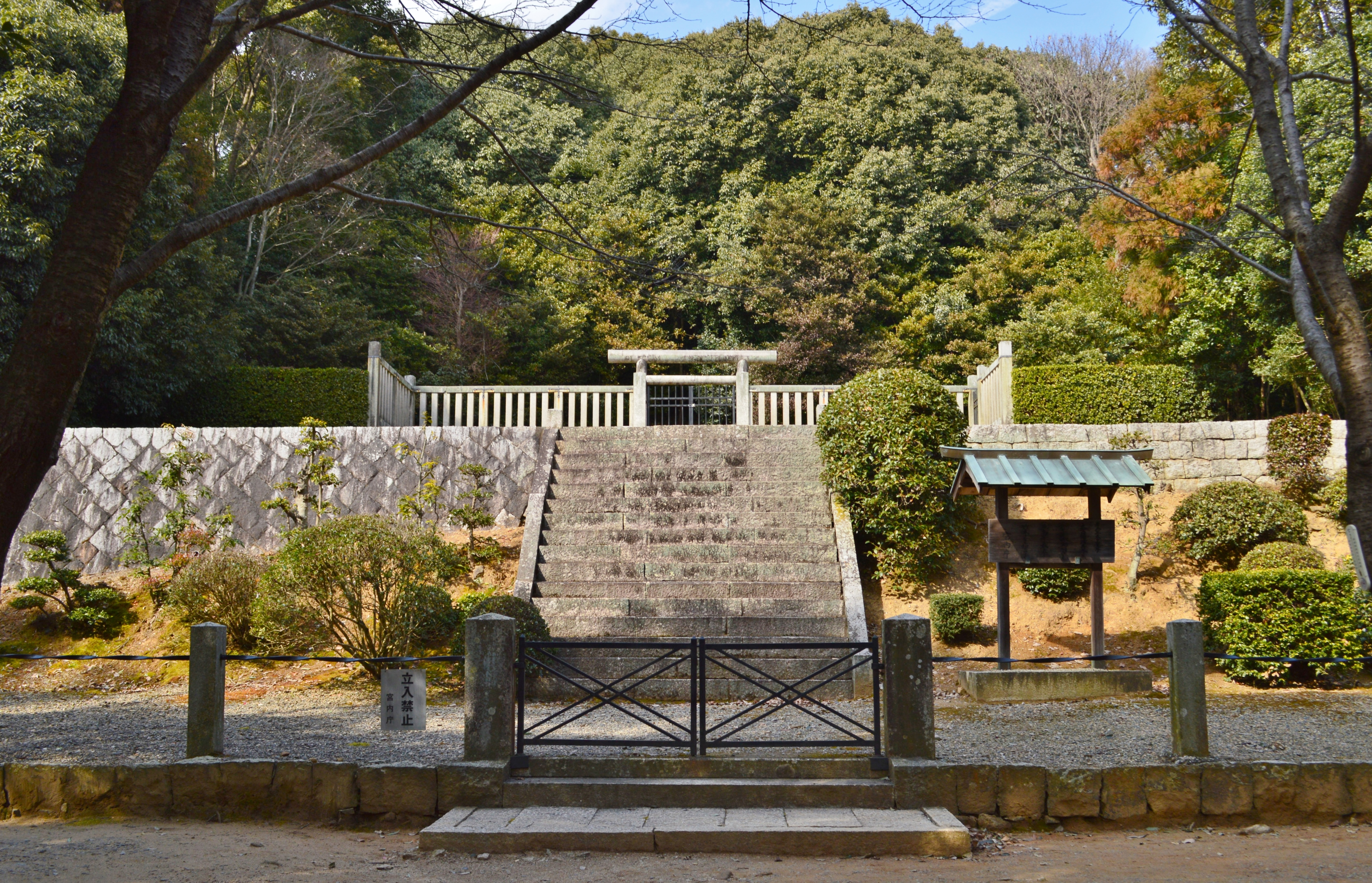
宮內廳治定的大吉備津彥命墓
（岡山縣岡山市的中山茶臼山古墳）

墓位於宮內廳確認的岡山縣岡山市北區吉備津的大吉備津彦命墓（緯度34度39分58.22秒，經度133度51分17.33秒）。宮內廳的形式為前方後圓墳。遺跡名為「中山茶臼山古墳」，位於吉備的中山山上，墳丘長108公尺的前方後圓墳。
此外，位於岡山縣岡山市吉備丘陵的吉備津神社（備中國一宮，北緯34度40分14.61秒，東經133度51分2.26秒）以國史記載的吉備津彥命靈廟聞名。該神社在《續日本後紀》承和十四年（西元847年）十月二十二日條目中首次出現，記載吉備津彥命神獲賜從四位下的神階，但之後神階改為位階（○位）至品位（○品），至貞觀元年（西元859年）一月二十七日提升至二品。在神階中使用品位（一般用於親王）的例子不多，全國僅吉備津彥命、八幡神、八幡比咩神（大分縣宇佐市宇佐神宮）、伊佐奈岐命（兵庫縣淡路市伊弉諾神宮）等四神，顯示吉備津彥命的神格與一般神祇有所不同。根據吉備津神社的社傳，吉備津彥命曾於吉備丘陵建造茅草屋居住，享年281歲後於山頂安葬。
基於以上吉備津神社的存在，有人認為吉備津彦命在古代曾被吉備政權構成的各部族視為始祖。此外，在吉備中山的東北麓，也有供奉吉備津彦命的吉備津彦神社（岡山縣岡山市，備前國一宮）。

## 後裔

### 氏族
《日本書紀》中沒有記載吉備津彥命的後裔氏族，而是將其弟稚武彦命視為吉備臣（吉備氏）的祖先。而《古事記》則將吉備津彥命視為吉備上道臣的祖先，稚武彦命視為吉備下道臣及笠臣的祖先。此外，《續日本紀》天平神護元年（西元765年）5月20日條記載，播磨國賀古郡的馬養造人上，在仁德天皇時代，吉備津彥的苗裔上道臣息長借鎌居住在播磨國賀古郡印南野，其六世孫上道臣牟射志則侍奉聖德太子，擔任馬司職位，因此在《庚午年籍》中被稱為馬養造，但這是不正確的，所以希望賜予印南野臣的姓氏。印南野臣因此被賜姓。
《新撰姓氏錄》記載了以下氏族為後裔
- 和泉國未定雜姓 椋椅部首 - 吉備津彥五十狹芹命之後。

### 國造
『先代舊事本紀』「國造本紀」」中記載了以下這些國造是其後裔：
- 國前國造 - 志賀高穴穂朝（成務天皇）在位時，將吉備臣同祖的吉備都命六世孫午佐自命任命為國造，據說位於後來的豊後國（日语：豊後国）國埼郡國前鄉一帶[3]。
- 葦分國造 - 纏向日代朝（景行天皇）吉備津彦命之子三井根子命被任命為國造。後來位於肥後國葦北郡葦北鄉一帶[4]。

## 祭祀神社
- 吉備津神社（岡山縣岡山市）
- 吉備津彦神社（岡山縣岡山市）
- 吉備津神社 (福山市)（廣岛縣福山市）
- 田村神社 (高松市)（香川縣高松市）
- 桃太郎神社 (高松市)（日语：桃太郎神社 (高松市)）（香川縣高松市）
- 楢神社（日语：楢神社）（奈良縣天理市）